# 道の駅津軽白神
道の駅津軽白神（みちのえき つがるしらかみ）は、青森県中津軽郡西目屋村にある主要地方道岩崎西目屋弘前線の道の駅である。
西目屋村の物産センター「Beechにしめや」（ビーチにしめや）に、24時間利用できる 情報提供施設「津軽白神インフォメーションセンター」を新たに整備して、2017年（平成29年）11月17日に道の駅として登録されている。

## 施設
- 駐車場 : 73台
- トイレ : 39器
- 特産物直売所
- 特産物加工所
- 休憩所
- レストラン
- 体験工房
- 公衆電話
- 道路情報提供施設
- 電気自動車用充電器

### 管理団体
- 一般財団法人 ブナの里白神公社[6]

## アクセス
- 青森県道28号岩崎西目屋弘前線

## 周辺
- 白神山地ビジターセンター
- ブナの里 白神館（ホテル）- 臨時の売店・レストラン
- 西目屋村役場
- 津軽ダム - 当駅から水陸両用バスで行ける
- 白神山地（世界遺産）